# Matt Monro
Terrence Parsons (Londres, 1 de diciembre de 1930 - Londres, 7 de febrero de 1985), conocido como Matt Monro, fue un cantante inglés de música popular que se hizo internacionalmente conocido al interpretar una de las canciones de la banda sonora de una de las películas de James Bond, "Desde Rusia con amor". 
Con un reconocido sentido del swing, y en la estela de cantantes al estilo de Frank Sinatra, Monro obtuvo sus principales éxitos durante los años sesenta, sobre todo en Gran Bretaña e Hispanoamérica.

## Trayectoria artística
Comenzó su carrera cantando en anuncios de televisión y con una cuantas orquestas británicas (entre ellas, la Orquesta de Cyril Stapleton) a comienzos de los años cincuenta. Tras unas pocas grabaciones para diversas compañías, firmó con Decca para un disco de estándares titulado Blue and Sentimental (1957). 
Un año después su carrera vivió un momento crucial cuando el productor George Martin le pidió que prestase su voz para un disco de Peter Sellers, Songs for Swingin' Sellers, en el que se satirizaban diversos temas de Sinatra. La contribución de Monro, "You Keep Me Swingin'", le proporcionó un contrato para Parlophone, y alcanzó el número tres en las listas británicas con su tema de 1960 "Portrait of My Love". Otros temas exitosos fueron "My Kind of Girl" (que sería su primer éxito en Estados Unidos) y "Softly, As I Leave You".
En 1962 publicó un álbum para Parlophone, Matt Monro Sings Hoagy Carmichael, con gran repercusión, aunque sería su interpretación del tema para la película de James Bond la que le haría ser conocido en todo el mundo. Su siguiente tema, "Walk Away", llegó al número cuatro en Gran Bretaña y entró entre los veinte primeros en Estados Unidos.
Representó al Reino Unido en el Festival de la Canción de Eurovisión 1964, quedando en el 2° lugar con el tema I love the little Things.
En 1965 se convirtió en el primer artista en versionar el tema de los Beatles, "Yesterday". Se trasladó a Estados Unidos y empezó a prodigarse en locales nocturnos y a grabar de forma esporádica durante los años setenta. Su disco de 1980 Heartbreakers lo situó de nuevo en el ambiente musical pero su salud se fue deteriorando y como consecuencia de un cáncer falleció cinco años después.

## Discografía parcial
- 1966: This Is The Life
- 1967: Impossible Dream	(Sounds Superb)
- 1967: Invitation To Broadway
- 1967: Tiempo De Amar
- 1968: Matt Monro... Canta Para Ti
- 1969: Alguien Cantó
- 1998: En Español	(Best Music Int'l)
- 1998: This Is the Life	(EMI Gold)
- 1969: Can't Take My Eyes of You
- 1970: Todos Hablan
- 1970: A Mi Amor
- 1973: Nuevamente
- 1979: Personalidades
- 1981: Recital
- 1982: Un Toque De Distinción
- 1984: 20 Grandes Éxitos